# دروازه ماپاریان
دروازه ماپاریان یکی از دروازه‌های ششگانه شهر تاریخی شوشتر بوده است که رو به شمال و به رودخانه شطیط و مسیر بند میزان باز می‌شده است. اکنون آثاری از این دروازه وجود ندارد.